# 70 Virginis b
70 Virginis b – planeta pozasłoneczna typu gazowy olbrzym o mocno ekscentrycznej orbicie poruszająca się wokół gwiazdy 70 Virginis. Okrąża gwiazdę w okresie 116 dni.